# Coronado (kommun)
Coronado är en kommun i Mexiko.   Den ligger i delstaten Chihuahua, i den centrala delen av landet, 1 000 km nordväst om huvudstaden Mexico City.
Följande samhällen finns i Coronado:
- José Esteban Coronado
- Iturralde
- Emiliano Zapata